# Catrin Westerlund
Anna Gunborg Catrin Westerlund, född 10 april 1934 i Högalids församling i Stockholm, död 18 september 1982 i Lidingö i Uppland, var en svensk skådespelerska.

## Biografi

### De första åren
Catrin Westerlund växte upp på Södermalm i Stockholm. Hon var dotter till rörarbetaren Lars Edvin Westerlund (1896–1962) och Anna Adèle Frideborg Karlsson (1901–1964). Som barn spelade hon teater på Medborgarhuset med teaterledaren Elsa Olenius. Endast sexton år fyllda började hon 1950 på Gösta Terserus teaterskola vid Munkbron. Hennes talang var tidigt uppenbar och när Terserus sommaren 1951 satte upp Thornton Wilders pjäs Vår lilla stad i Humlegården fick hon rollen som Rebecka Gibbs med Lars Ekborg som George Gibbs.
Hösten därpå kom hon på första försöket in på Dramatens elevskola. I samma årskull fanns också Tommy Nilson, Kåre Santesson, Betty Tuven och Anna-Greta Bergman. Under elevåren medverkade hon i flera uppsättningar på Dramaten och uppmärksammades särskilt för rollen som Bertha i Strindbergs Fadren med Lars Hanson och Irma Christenson.
Regissören Mimi Pollak hade tidigt ett gott öga till Catrin Westerlund och de skulle komma att göra åtskilliga uppsättningar tillsammans på Dramaten.
Hon filmdebuterade 1952 med en liten roll i Ingmar Bergmans Sommaren med Monika. I mitten av 1950-talet var hon flitigt verksam som filmskådespelare och fick i flera filmer porträttera trasiga och utsatta personer, som den olycksaliga Franziska Karlsson i Arne Ragneborns Flamman 1956.

### Dramaten 1955-1962
Dramatenchefen Karl Ragnar Gierow engagerade 1955 Westerlund till teaterns fasta ensemble och hon gjorde bland annat Cathleen i världspremiären på Eugene O'Neills drama Lång dags färd mot natt i Bengt Ekerots regi och med Lars Hanson, Inga Tidblad, Ulf Palme och Jarl Kulle i de andra rollerna. På senvåren 1956 ersatte hon Gertrud Fridh som Titania i Alf Sjöbergs uppsättning av Shakespeares En midsommarnattsdröm, som gavs på Kungliga teatern (Operan).
Hösten 1958 spelade hon och Jarl Kulle i Två på gungbrädet som med Mimi Pollaks iscensättning för Dramatens räkning gick för utsålda hus på Alléteatern. Hon gjorde därefter Jo i Shelagh Delaneys Doft av honung, Flickan i Vilhelm Mobergs Nattkyparen, Prosperine Garnett i Shaws komedi Candida och Xenia i Valentin Chorells Kattorna, även den i regi av Mimi Pollak, som säsongen 1961/62 gavs 101 gånger med bland andra Gunnel Broström, Gio Petré och Barbro Larsson.

### TV-teatern 1962-1967
Redan 1955 medverkade hon i den amerikanska TV-serien Foreign Intrigue som utspelades i Sverige med ett stort antal svenska skådespelare i olika biroller. Men debuten i den svenska TV-teatern kom 1959 med rollen som Catherine Winslow i Terence Rattigans Pojken Winslow.
Åren 1962 till 1965 var Westerlund tjänstledig från Dramaten för ett engagemang vid TV-teaterensemblen. Hennes första uppgift hösten 1962 var Peggy Mann i Terence Rattigans pjäs Handen på hjärtat med bland andra Gunnar Björnstrand och Margaretha Krook. I Lars Forsbergs då så omtalade pjäs Lyckan kommer (1963) så uppmärksammades Westerlund och medspelaren Ove Tjernberg främst för de vågade kärleksscenerna.
Bland övriga roller kan nämnas Jessica i Smutsiga händer av Jean-Paul Sartre, Louise i kriminalserien Societetshuset (1963) av Kerstin Ekman på engelsk förlaga, Amelie i Feydeaus fars Ta hand om Amelie (1964) och Elsa i Bengt Bratts Nattcafé (1965) med bland andra Erik Hell och Lars Passgård.
Hon återkom som gäst på TV-teatern med rollen som Olivia i Hans Dahlins smått legendariska uppsättning av Shakespeares Trettondagsafton - i vilken Per Oscarsson gjorde sitt stilbildande porträtt av Andreas Blek af Nosen - som sändes för första gången på trettondagen 1967.

### Filmroller och privatteater i Stockholm
Efter de olika tendensroller Westerlund fick på sin lott vid mitten av 1950-talet följde flera år med sparsamt filmande innan hon under tjänstledigheten från Dramaten kom tillbaka till svensk film med några signifikanta roller i filmer av mer lättsam karaktär. Hon gjorde spionagenten Lena Holmes i Lars-Magnus Lindgens Kurragömma (inspelad 1962) med Jan Malmsjö och Sven Lindberg. Året därpå återförenades hon med Jarl Kulle i Yngve Gamlins film Är du inte riktigt klok?. Sedan följde Åke Falcks Bröllopsbevär (1964) och Hans Abramsons För vänskaps skull (inspelad 1963-64) som premiärvisades 1965 och slutligen Vivi Sander i Lars-Magnus Lindgens thriller Träfracken.
Under de här arbetsintensiva åren hann hon även med att stå på scen som i Kabarén Kvinnor, minnen på Hamburger Börs (1963) i regi av Gösta Ekman och i Klaus Rifbjergs revyliknande pjäs Va' ska vi göra? som gavs på Lilla teatern hösten 1964 med Lena Granhagen, Frej Lindqvist och Lars Passgård. Men framförallt medverkade hon i Neil Simons komedi Barfota i parken som blev en långkörare på Vasan från januari 1965 till och med våren 1966.

### Åter på Dramaten
Hon gjorde Liselotte i TV:s spionserie Operation Argus och spelade med Monica Zetterlund på Idéonteatern i Beppe Wolgers revy Vi älskar er 1967.
Mimi Pollak fanns kvar i huset och hon gav våren 1968 den 34-åriga Westerlund rollen som Raymonde i Feydeaus fars Leva loppan, där även Jan-Olof Strandberg, Thommy Berggren, Jane Friedmann, Sigge Fürst och resten av ensemblen gjorde fina prestationer.
Hon gjorde flera fina insatser de kommande åren som Lucy i Brechts Tolvskillingsoperan i regi av Alf Sjöberg, Arsinoê i Misantropen av Molière, Kate i Harold Pinters Gamla tider med Toivo Pawlo och Gertrud Fridh 1971, som Anastasia Pupkina i Nikolaj Erdmans Mandatet som Mimi Pollak satte upp hösten 1972 och därefter Donna Pasqua i Goldonis Gruffet i Chiozza i regi av Alf Sjöberg med Hans Alfredson, Lena Nyman och Anita Wall med flera.

### Andra uppdrag
På våren 1974 gjorde hon en sejour på Maximteatern i komedin Stackars Frankrike med Holger Löwenadler och Hans Klinga vid sin sida och samma år gjorde hon Lillebrors mamma i filmen Världens bästa Karlsson som bygger på Astrid Lindgrens böcker om Karlsson på taket.
På TV var hon en säsong med i Hylands hörna med den återkommande figuren Gumman i trumman och hon spelade Fru Hagen i den uppskattade komediserien Herrarna i hagen 1972. I TV-underhållningsserien Zetterlund och Westerlund  (1973-74) spelade hon och Monica Zetterlund sketcher med olika inbjudna gäster.
Hon gjorde också rösten till Fru Bergdahl i Tage Danielssons och Per Åhlins tecknade film Sagan om Karl-Bertil Jonssons julafton som har sänts i Sveriges Television varje jul sedan 1975.
Westerlund medverkade från 1969 till 1982 i den populära radiounderhållningen På minuten där hon ingick i den ordinarie panelen med Margaretha Krook, Stig Järrel och Jan Moltas Eriksson.

### De sista åren
Hon var från mitten av 1970-talet endast sporadiskt verksam på Dramaten. Bortsett från barnföreställningen Sesam ohoj som spelades på dagtid under ett par veckor i maj 1975 stod hon inte på någon teaterscen på två och ett halvt år från det att hon gjorde sista föreställningen på Maxim.
Hon medverkade från december 1976 i Anders Ehnmarks och Per Olov Enquists pjäs Chez nous med rollen som Ellen. I november 1977 gjorde hon en mindre roll som Kvinna vid hovet i Korint i Gun Jönssons iscensättning av Euripides drama Medea, men lämnade den produktionen kort efter premiären.
Westerlund återkom till Dramaten en sista gång på tidiga hösten 1979 då hon för en kort tid övertog rollen som Mrs Ebury i Tom Stoppards pjäs Smutsig byk.

### Övrigt
Catrin Westerlund var från 1957 gift med klarinettisten Putte Wickman. Hon är gravsatt i minneslunden på Skogskyrkogården i Stockholm.

## Filmografi i urval
- 1953 – En skärgårdsnatt
- 1953 – Marianne
- 1954 – Farlig frihet
- 1954 – Café Lunchrasten
- 1954 – Sommaren med Monika
- 1955 – Het är min längtan
- 1955 – Danssalongen
- 1955 – Enhörningen
- 1955 – Resa i natten
- 1956 – Flamman
- 1956 – Rätten att älska
- 1956 – Blånande hav
- 1963 – Kurragömma
- 1963 – Societetshuset (TV-serie)
- 1964 – Bröllopsbesvär
- 1964 – Är du inte riktigt klok?
- 1965 – Nattcafé (TV-film)
- 1965 – För vänskaps skull
- 1965 – En kopp te (TV-teater)
- 1966 – Operation Argus (TV-serie)
- 1966 – Träfracken
- 1967 – Trettondagsafton (TV-film)
- 1974 – Världens bästa Karlsson
- 1975 – Sagan om Karl-Bertil Jonssons julafton (kortfilm)
- 1979 – Katitzi (TV-serie)

## Teater

### Roller
| År   | Roll              | Produktion                                                               | Regi                | Teater        |
| ---- | ----------------- | ------------------------------------------------------------------------ | ------------------- | ------------- |
| 1958 | Gittel Mosca      | Två på gungbrädet (Two For the Seesaw) William Gibson                    | Mimi Pollak         | Dramaten      |
| 1961 | Xenia             | Kattorna Walentin Chorell                                                | Mimi Pollak         | Dramaten      |
| 1964 | Medverkade        | Va' ska vi göra (Hvad ska vi lave) Klaus Rifbjerg och Jesper Jensen      | Jackie Söderman     | Lilla Teatern |
| 1965 | Corie Bratter     | Barfota i parken (Barefoot In the Park) Neil Simon                       | Per Gerhard         | Vasateatern   |
| 1967 | Medverkande       | Vi älskar er, revy Beppe Wolgers                                         | Stig Ossian Ericson | Idéonteatern  |
| 1967 | Fästmön           | Om fem år (Asi que pasen cinco años) Federico Garcia Lorca               | Donya Feuer         | Dramaten      |
| 1968 | Raymonde          | Leva loppan (La Puce a l’oreille) Georges Feydeau                        | Mimi Pollak         | Dramaten      |
| 1969 | Lucy              | Tolvskillingsoperan (Die Dreigroschenoper) Kurt Weill och Bertolt Brecht | Alf Sjöberg         | Dramaten      |
| 1970 | Arsinoé           | Misantropen (Le Misanthrope) Molière                                     | Frank Sundström     | Dramaten      |
| 1974 | Beatrice Chambers | Stackars Frankrike (Norman, Is That You?) Ron Clark och Sam Bobrick      | Yngve Nordwall      | Maximteatern  |
| 1976 | Ellen             | Chez nous Per Olov Enquist och Anders Ehnmark                            | Lars Göran Carlson  | Dramaten      |

## Radioteater

### Roller (ej komplett)
| År   | Roll                         | Produktion                              | Regi            |
| ---- | ---------------------------- | --------------------------------------- | --------------- |
| 1963 | Vera Mattsson, frånskild fru | Trivselmyra story Lars Björkman         | Hans Lagerkvist |
| 1968 | Mrs Smith                    | Den skalliga primadonnan Eugène Ionesco | Ernst Günther   |